# Tingsryds köping
Denna artikel handlar om den tidigare kommunen Tingsryds köping. För orten se Tingsryd, för dagens kommun, se Tingsryds kommun.
Tingsryds köping var en tidigare kommun i Kronobergs län. 

## Administrativ historik
Tingsryds köping bildades 1921 genom en utbrytning ur Tingsås landskommun. 1952 inkorporerades Tingsås landskommun och 1971 gick köpingen upp i Tingsryds kommun.
Köpingen hörde till Tingsås församling.

## Köpingsvapnet
Blasonering: I rött fält en femuddig stjärna med en kula i vardera vinkeln, allt av guld.
Vapnet fastställdes av Kungl. Maj:t 1963. Sköldemärket kommer från en stämpel från Stenfors bruk och kan härledas till 1600-talet. Vid registreringen av vapnet för nuvarande Tingsryds kommun i PRV 1982 valde man att tillföra en bård.

Tingsryds kommunvapen

## Geografi
Tingsryds köping omfattade den 1 januari 1952 en areal av 157,22 km², varav 140,31 km² land.

### Tätorter i köpingen 1960
I Tingsryds köping fanns tätorten Tingsryd, som hade 1 510 invånare den 1 november 1960. Tätortsgraden i köpingen var då 50,2 procent.

## Politik

### Mandatfördelning valen 1938–1966
| 2 | 6 | 4 | 8 |

| 20 |

| 9 | 11 |

| 19 |

| 10 | 1 | 1 | 8 |

| 19 |

| 9 | 7 | 9 |  | 9 |

| 33 |

| 9 |  | 8 | 3 | 14 |

| 32 |

| 10 | 9 | 2 | 14 |

| 31 |

| 10 | 10 | 3 | 12 |

| 33 |

| 10 | 9 | 4 | 12 |

| 32 |